# Championnats d'Europe de cross-country 2023
Navigation
2022 2024
Les 29e Championnats d'Europe de cross-country (en anglais: 29th SPAR European Cross Country Championships) se déroulent le 10 décembre 2023 à Bruxelles, en Belgique, au Parc de Laeken.

## Résultats
Seniors
| Épreuve           | Or | Or          | Argent | Argent      | Bronze | Bronze      |
| ----------------- | --- | ----------- | --- | ----------- | --- | ----------- |
| Individuel hommes | Yann Schrub (FRA)                                                                                                   | 30 min 17 s | Magnus Tuv Myhre (NOR)                                                                                          | 30 min 20 s | Robin Hendrix (BEL)                                                                                                   | 30 min 22 s |
| Par équipe hommes | Belgique- Robin Hendrix - John Heymans - Isaac Kimeli - Marco Vanderpoorten - Pieter-Jan Hannes - Guillaume Grimard | 20 pts      | France- Yann Schrub - Fabien Palcau - Hugo Hay - Donovan Christien Bastien Augusto                              | 26 pts      | Norvège- Magnus Tuv Myhre - Henrik Ingebrigtsen - Jacob Boutera - Eivind Øygard - Even Brøndbo Dahl - Fredrik Sandvik | 32 pts      |
| Individuel femmes | Karoline Bjerkeli Grøvdal (NOR)                                                                                     | 33 min 40 s | Nadia Battocletti (ITA)                                                                                         | 34 min 25 s | Abbie Donnelly (GBR)                                                                                                  | 34 min 42 s |
| Par équipe femmes | Royaume-Uni- Abbie Donnelly - Jessica Warner-Judd - Izzy Fry - Poppy Tank - Amelia Quirk - Niamh Bridson-Hubbard    | 18 pts      | Espagne- Irene Sánchez-Escribano - Cristina Ruiz Carolina Robles - Cristina Espejo - Marta García - Marta Pérez | 37 pts      | Belgique- Lisa Rooms - Chloé Herbiet - Juliette Thomas - Victoria Warpy - Imana Truyers - Sofie van Accom             | 38 pts      |
| Relais mixte      | France- Bérénice Cleyet-Merle - Antoine Senard - Sarah Madeleine - Alexis Miellet                                   | 19 min 44 s | Pays-Bas- Kevin Viezee - Jetske van Kampen - Maureen Koster - Bram Anderiessen                                  | 19 min 46 s | Royaume-Uni- Joshua Lay - Bethan Morley - Adam Fogg - Khahisa Mhlanga                                                 | 19 min 48 s |

Espoirs
| Épreuve           | Or                   | Or          | Argent               | Argent      | Bronze                   | Bronze      |
| ----------------- | -------------------- | ----------- | -------------------- | ----------- | ------------------------ | ----------- |
| Individuel hommes | Will Barnicoat (GBR) | 23 min 42 s | Valentin Bresc (FRA) | 23 min 42 s | Matthew Stonier (GBR)    | 23 min 51 s |
| Individuel femmes | Megan Keith (GBR)    | 25 min 32 s | Ilona Mononen (FIN)  | 26 min 55 s | Nathalie Blomqvist (SWE) | 27 min 6 s  |

Juniors
| Épreuve           | Or                          | Or          | Argent                | Argent      | Bronze                | Bronze      |
| ----------------- | --------------------------- | ----------- | --------------------- | ----------- | --------------------- | ----------- |
| Individuel hommes | Axel Vang Christensen (DEN) | 16 min 9 s  | Niels Laros (NED)     | 16 min 10 s | Nicholas Griggs (IRL) | 16 min 24 s |
| Individuel femmes | Innes Fitzgerald (GBR)      | 18 min 19 s | Sofia Thogersen (DEN) | 18 min 38 s | Jade Le Corre (FRA)   | 18 min 49 s |

## Résultats Détaillés

### Seniors Hommes
| Rang | Athlète              | Pays        | Temps       |
| ---- | -------------------- | ----------- | ----------- |
|      | Yann Schrub          | France      | 30 min 17 s |
|      | Magnus Tuv Myhre     | Norvège     | 30 min 20 s |
|      | Robin Hendrix        | Belgique    | 30 min 22 s |
| 4    | Hugo Milner          | Royaume-Uni | 30 min 27 s |
| 5    | Tadesse Getahon      | Israël      | 30 min 33 s |
| 6    | John Heymans         | Belgique    | 30 min 34 s |
| 7    | Abdessamad Oukhelfen | Espagne     | 30 min 40 s |
| 8    | Cormac Dalton        | Irlande     | 30 min 40 s |
| 9    | Jamal Eisa           | Neutre      | 30 min 43 s |
| 10   | Fabien Palcau        | France      | 30 min 46 s |

#### Seniors Femmes
| Rang | Athlète                   | Pays        | Temps       |
| ---- | ------------------------- | ----------- | ----------- |
|      | Karoline Bjerkeli Grøvdal | Norvège     | 33 min 40 s |
|      | Nadia Battocletti         | Italie      | 34 min 25 s |
|      | Abbie Donnelly            | Royaume-Uni | 34 min 42 s |
| 4    | Fionnuala McCormack       | Irlande     | 35 min 00 s |
| 5    | Jessica Warner-Judd       | Royaume-Uni | 35 min 20 s |
| 6    | Lisa Rooms                | Belgique    | 35 min 29 s |
| 7    | Cécile Jarousseau         | France      | 35 min 31 s |
| 8    | Irene Sánchez-Escribano   | Espagne     | 35 min 32 s |
| 9    | Chloé Herbiet             | Belgique    | 35 min 34 s |
| 10   | Izzy Fry                  | Royaume-Uni | 35 min 37 s |